# 9256 Tsukamoto
9256 Tsukamoto è un asteroide della fascia principale. Scoperto nel 1973, presenta un'orbita caratterizzata da un semiasse maggiore pari a 2,3607234 UA e da un'eccentricità di 0,1293712, inclinata di 4,91146° rispetto all'eclittica.
L'asteroide è dedicato al geografo giapponese Tsukamoto Akitake.